# Lijst van afleveringen van It Takes a Thief
Dit is een lijst met afleveringen van de Amerikaanse televisieserie It Takes a Thief. De serie telt 3 seizoenen. Een overzicht van alle afleveringen is hieronder te vinden.

## Seizoen 1
| Nr. | Titel Aflevering                 | Uitzenddatum VS  |
| --- | -------------------------------- | ---------------- |
| 1   | A Thief Is a Thief               | 9 januari 1968   |
| 2   | It Takes One to Know One         | 16 januari 1968  |
| 3   | When Boy Meets Girl              | 30 januari 1968  |
| 4   | A Very Warm Reception            | 6 februari 1968  |
| 5   | One Illegal Angel                | 13 februari 1968 |
| 6   | Totally by Design                | 20 februari 1968 |
| 7   | When Thieves Fall In             | 27 februari 1968 |
| 8   | A Spot of Trouble                | 5 maart 1968     |
| 9   | When Good Friends Get Together   | 12 maart 1968    |
| 10  | Birds of a Feather               | 19 maart 1968    |
| 11  | To Steal a Battleship            | 26 maart 1968    |
| 12  | Turnabout                        | 2 april 1968     |
| 13  | The Radomir Miniature            | 9 april 1968     |
| 14  | Locked in the Cradle of the Keep | 16 april 1968    |
| 15  | A Matter of Royal Larceny        | 23 april 1968    |
| 16  | The Lay of the Land              | 30 april 1968    |

## Seizoen 2
| Nr. | Titel Aflevering                 | Uitzenddatum VS   |
| --- | -------------------------------- | ----------------- |
| 1   | One Night on Soledade            | 24 september 1968 |
| 2   | A Sour Note                      | 1 oktober 1968    |
| 3   | The Bill Is in Committee         | 8 oktober 1968    |
| 4   | The Thingamabob Heist            | 15 oktober 1968   |
| 5   | Get Me to the Revolution on Time | 22 oktober 1968   |
| 6   | The Packager                     | 29 oktober 1968   |
| 7   | Hands Across the Border: Part 1  | 12 november 1968  |
| 8   | Hands Across the Border: Part 2  | 19 november 1968  |
| 9   | A Case of Red Turnips            | 26 november 1968  |
| 10  | The Galloping Skin Game          | 3 december 1968   |
| 11  | Glass Riddle                     | 17 december 1968  |
| 12  | To Catch a Roaring Lion          | 31 december 1968  |
| 13  | Guess Who's Coming to Rio?       | 7 januari 1969    |
| 14  | The Artist Is for Framing        | 21 januari 1969   |
| 15  | The Naked Billionaire            | 28 januari 1969   |
| 16  | A Matter of Grey Matter: Part 1  | 11 februari 1969  |
| 17  | A Matter of Grey Matter: Part 2  | 11 februari 1969  |
| 18  | Catspaw                          | 18 februari 1969  |
| 19  | Boom at the Top                  | 25 februari 1969  |
| 20  | The Funeral Is on Mundy          | 11 maart 1969     |
| 21  | The Baranoff Time Table          | 18 maart 1969     |
| 22  | Rock-Bye, Bye, Baby              | 25 maart 1969     |
| 23  | The Family                       | 1 april 1969      |
| 24  | 38-23-36                         | 8 april 1969      |
| 25  | The Great Chess Gambit           | 15 maart 1969     |
| 26  | Mad in Japan                     | 22 april 1969     |

## Seizoen 3
| Nr. | Titel Aflevering                 | Uitzenddatum VS   |
| --- | -------------------------------- | ----------------- |
| 1   | Saturday Night in Venice         | 25 september 1969 |
| 2   | Who'll Bid Two Million Dollars?  | 2 oktober 1969    |
| 3   | The Beautiful People             | 9 oktober 1969    |
| 4   | The Great Casino Caper           | 16 oktober 1969   |
| 5   | Flowers from Alexander           | 23 oktober 1969   |
| 6   | The Blue, Blue Danube            | 30 oktober 1969   |
| 7   | The Three Virgins of Rome        | 6 november 1969   |
| 8   | Payoff in the Piazza             | 13 november 1969  |
| 9   | The King of Thieves              | 20 november 1969  |
| 10  | A Friend in Deed                 | 27 november 1969  |
| 11  | The Second Time Around           | 4 december 1969   |
| 12  | The Old Who Came in from the Spy | 11 december 1969  |
| 13  | To Lure a Man                    | 18 december 1969  |
| 14  | The Scorpio Drop                 | 25 december 1969  |
| 15  | Nice Girls Marry Stock Brokers   | 15 januari 1970   |
| 16  | The Steal-Driving Man            | 19 januari 1970   |
| 17  | Touch of Magic                   | 26 januari 1970   |
| 18  | Fortune City                     | 2 februari 1970   |
| 19  | Situation Red                    | 9 februari 197]   |
| 20  | To Sing a Song of Murder         | 23 februari 1970  |
| 21  | The Suzie Simone Caper           | 2 maart 1970      |
| 22  | An Evening with Alister Mundy    | 9 maart 1970      |
| 23  | Beyond a Treasonable Doubt       | 16 maart 1970     |
| 24  | Project X                        | 24 maart 1970     |